# Jean-Gaspard Deburau
Jean-Gaspard Baptiste Deburau (31 tháng 7 năm 1796 - 17 tháng 6 năm 1846) là một diễn viên kịch câm huyền thoại người Pháp-Bohemia, đặc biệt ghi dấu ấn đậm nét với nhân vật chú hề Pierrot.
Ông tên thật Jan Kašpar Dvořák, sinh năm 1796 tại Kolín, Bohemia (hiện nay là Cộng hòa Séc), là con trai của nghệ sĩ đi dây Philippe Germain Deburau và một người đầy tớ tên Katerina Králová. Năm 1811, Deburau cùng gia đình chuyển tới sống và biểu diễn nhào lộn ở đường Rue Saint-Maur của Paris. Năm 1816, cùng với anh trai Franz, ông trở thành diễn viên của Théâtre des Funambules tại Boulevard du Temple.
Ở Funambules, ông bắt đầu đóng được những vai diễn nhỏ cho tới năm 1826, khi thuyết phục được chủ nhà hát cho mình thử vai diễn Pierrot. Đó là một chú hề có khuôn mặt trắng, mặc một chiếc áo khoác dài màu trắng và một chiếc quần bó chẽn, thường mang một mối tình câm lặng, cô độc, đau khổ và viển vông. Mặc dù vậy, nhân vật này lại bắt nguồn từ chú hề tai quái, lười biếng Pedrolino trong hài kịch ứng tác (commedia dell'Arte) của Ý, tuy nhiên qua Baptiste, Pierrot đã trở thành một nhân vật đặc thù của nền sân khấu Pháp. Ông đã biến một Pedrolino cay độc, kệch cỡm thành một Pierrot buồn bã, đầy lãng mạn và chất thơ. Thay vì đội một chiếc mũ mềm, ông đội một chiếc mũ mỏng màu đen và bỏ nếp xếp giữa cổ áo để nhằm đơn giản hóa cũng như sâu sắc thêm cho hình ảnh của Pierrot. Deburau làm việc không ngừng nghỉ để hoàn thiện những sắc thái biểu cảm trong mỗi động tác của nhân vật, được ông lấy cảm hứng từ lớp lao động nghèo khổ ở Paris. Pierrot của ông xuất hiện sân khấu với đủ mọi công việc: thợ nề, hầu bàn, đầu bếp, thợ sửa giày, người bán than, người lính cận vệ... Trong tác phẩm của ông có nhiều những màn nhào lộn, được gọi là pantomine sautante, mà Jules Janin đã miêu tả trong cuốn sách Deburau: Histoire du théâtre à quatre sous vào năm 1932:
Vở kịch câm nhào lộn (pantomine sautante) đầu tiên mà tôi đã có cơ hội được khám phá như thế này: Arlequin xuất hiện trên sân khấu để than vãn cho số phận của anh ta... và kẻ si tình ngốc nghếch nhát gan đã đến, cầm một bó hoa trước mặt mà như chúng ta đã từng thấy trong Tableau parlant. Kẻ si tình đã thực hiện một bước nhảy đầy nhút nhát rồi một cú bật lưng đầy mạo hiểm, kế tiếp đó Deburau lại đi bộ bằng hai tay, rồi nhảy như một kẻ say rượu... Vở kịch câm nhào lộn, một sự pha trộn giữa kịch và tài năng điêu luyện khéo léo (tour de force), đã tạo ra được một thành công phi thường.
Nhiều nhà văn đã sáng tác kịch bản dành riêng cho ông: Flaubert đã viết Pierrot au sérail năm 1840, Théophile Gautier viết Pierrot posthume năm 1847... Năm 1836, ông bị buộc tội giết một người nhưng được tòa xử trắng án. Ông đã đưa Pierrot trong vai kẻ giết người ở một số vở kịch ngắn, tiêu biểu như tác phẩm Le Marchand d'habits (1842) - trong tác phẩm này Pierrot đã giết một người để có thể cưới một nữ công tước và cuối cùng trong lễ cưới hồn ma của người này hiện lên và bắt anh ta tự sát - mà Gautier đã so sánh tác phẩm này với Shakespeare ("Shakespear aux Funambules"), và gọi Deburau là diễn viên hoàn hảo nhất từ trước đến nay. Nữ văn sĩ George Sand lại viết về Jean-Gaspard Deburau trong hồi ký của bà: "Tôi chưa từng thấy một nghệ sĩ nào mà lại có thể nghiêm túc hơn, tận tâm hơn và sùng bái hơn trong nghệ thuật như ông ấy". Janin đã nói về tài năng đặc biệt của Deburau trong việc tạo ra hình ảnh Pierrot đặc biệt, một Pierrot của nhân dân:
Tôi không thể nói hết được ông ấy là Pierrot như thế nào... Sự thực ông ấy đã làm được sự thay đổi lớn lao bởi tài năng của mình... Ông ấy là một diễn viên, một người bạn của tất cả mọi người... Gilles (tên gọi khác của Pierrot) không chỉ và chỉ là một con người với chỉ một cái tên và một địa vị nhất định. Gilles chính là mọi người... luôn luôn nghèo, giống như những người dân, những người mà Deburau đại diện trong những vở kịch của ông, trên tất cả những thứ đó ông có sự nhạy cảm sâu sắc đặc biệt với con người.
Ông mất vào ngày 17 tháng 6 năm 1846 ở tuổi 50, được chôn cất tại Nghĩa trang Père-Lachaise ở Paris. Sau khi ông mất, con trai Charles Durburau đã nối tiếp sự nghiệp của ông, phát triển và xây dựng truyền thống về nghệ thuật kịch câm mặt trắng của Pháp, mà đã ảnh hưởng đến nhiều nghệ sĩ sau này. Tiêu biểu trong số đó là Marcel Marceau cùng với nhân vật chú hề Bip của mình, đã đem nghệ thuật kịch câm Pháp đi khắp thế giới, ở trong cả những nước nói tiếng Anh.

## Trong nghệ thuật và văn hóa đại chúng
Cuộc đời của Deburau đã trở thành chủ đề cho một số tác phẩm sân khấu và điện ảnh như:
- Vở kịch Deburau năm 1938 của Sacha Guitry, sau này đã được ông đạo diễn thành bộ phim Deburau (tiếng Pháp, 1951), trong đó Guitry cũng đóng vai chính Gaspard Deburau.
- Bộ phim Tanz auf dem Vulkan (tạm dịch: Nhảy múa trên núi lửa) (tiếng Đức, 1938) của đạo diễn Hans Steinhoff. Gustaf Gründgens đóng vai Baptiste Deburau.
- Bộ phim Les Enfants du Paradis (tạm dịch: Những đứa trẻ của thiên đường) (tiếng Pháp, 1945) của đạo diễn Marcel Carné. Nghệ sĩ kịch câm Jean-Louis Barrault đóng vai Deburau.

Théodore de Banville đã sáng tác bài thơ mang tên "Pierrot" trong đó có những dòng như: Mặt Trăng lại trắng với đôi sừng thì cong,/ Đưa mắt liếc nhanh về phía sau cánh gà,/ Nhìn về Jean-Gaspard Deburau, người bạn của cô. (La blanche lune aux cornes de taureau,/ Jette un regard de son oeil en coulisse,/ À son ami, Jean-Gaspard Deburau.)
Hình ảnh Jean-Gaspard Deburau đã được đưa lên bìa tem bưu chính của Cộng hòa Séc.